# 茜まさお
茜 まさお（あかね まさお 1935年11月21日 - 2022年9月5日）本名:山口良一は、日本の作詞家・作曲家。元歌手。全日本音楽著作家協会・常任理事（詩）2003年。日本作詩家協会

## 略歴・人物
- 昭和10年11月21日　長崎県佐世保市出身
- 伊田俊の芸名で昭和28年「港のブルース」でテイチクよりデビュー。
- 1955年、白根一男の「俺は泣かないよ」で作詞家デビューを果たした[2]（ペンネームは熱海みつる）
- それ以前は「伊田俊」名義で歌手として活動していた[1]。
- 伊田俊の俊という名前はシュンとして、マイナスなイメージがあるため、当時ライバルだった鳴海日出夫に対抗して、鳴海ではなく熱海、日の出に対抗して満つる、で熱海みつるの芸名にする。
- 歌手としての師匠は田村しげる先生、作詞家としての師匠は西条八十先生。
- 昭和37年にキングレコードへ移籍。その後、新栄プロダクションの講師として、新川二郎、山田太郎、五月みどり、小松みどりらのレッスンを担当。茜まさおの名になったのは昭和46年、作曲家・平尾昌晃氏とコンビを組んでから。
- 2022年、ボイストレーナーとして発声の基礎などを教えていた歌手・松原健之のブログで、死去していたことが判明した[1]。

## 主な作詞作品
- 白根一男
  - 「俺は泣かないよ[2]」（1955年）※作詞家デビュー作
- 三井由美子「やがて愛の日が」必殺仕置人主題歌（1971年）
- 金沢明子「浜千鳥情話」必殺仕事人主題歌（1980年）
- 柏原芳恵
  - 「花嫁になる朝」「古都の恋めぐり」（1986年）第2回アジア音楽祭日本代表曲

- 西川峰子
  - 「あしたの幸せ」（1979年）

- 西崎緑
  - 「花散る頃に」「青い海が見える丘」（1973年）

- ラブリーズ「紅すずらんの伝説」（1978年）
- 平野有希子「幸せ川／愛の忘れな草」（1981年）
- ささきいさお「ぶっちぎりの青春」（1984年）※川口オートレース・テーマソング
- 三門忠司「天城慕情」（1987年）※他、久我たかし等、競作。
- 千田かおり「花笠望郷ひとり旅／おしどり艶歌」（1988年）
- 新川友梨「瀬戸内恋みれん」（1989年）
- 松永ひとみ「海峡平野」（1992年）
- 松坂亜季「千羽鶴の歌が聞こえる」「みんなの願い〜ジャパン・ヘルスサミットの賛歌〜」（1995年）
- 仲代勝「命花／種子島慕情」（1995年）
- 高垣宏美「白兎海岸」（1997年）
- 田川裕之「浪花慕情」（1999年）
- ささきいさおwith若井友和　永井大介　佐藤摩弥　片野利沙　「ぶっちぎりの青春☆NOW」（2017年）
- 松原健之
  - 「また逢いたいね」（2021年）